# Martti Paananen
Martti Johannes Paananen, född 2 september 1957 i Sumiainen, Finland, är en svensk-finsk präst.

## Biografi
Martti Paananen föddes 1957 i Sumiainen i Finland. Han blev 1985 student vid Helsingfors universitet, där han studerade teologi. Han utbildades sig även under åren 1985–1986 till journalist vid Sanomas journalistskola. Han arbetade från 1991 till 2006 på tidningen A-lehdet i Helsingfors och var från 2006 till 2011 komminister i Finska församlingen i Stockholm. Paananen var från 2011 till 2016 komminister i Finska församlingen i Sydney och blev 2016 präst i Örebro samt senare Turinge-Taxinge församling. Han var från 2016 till 2023 kyrkoherde i Finska församlingen i Stockholm och var från 2018 kontraktsprost i Domkyrkokontraktet.
Paananen var 2018 ordförande för Sverigefinländarnas delegation.